# Sede ancestrale

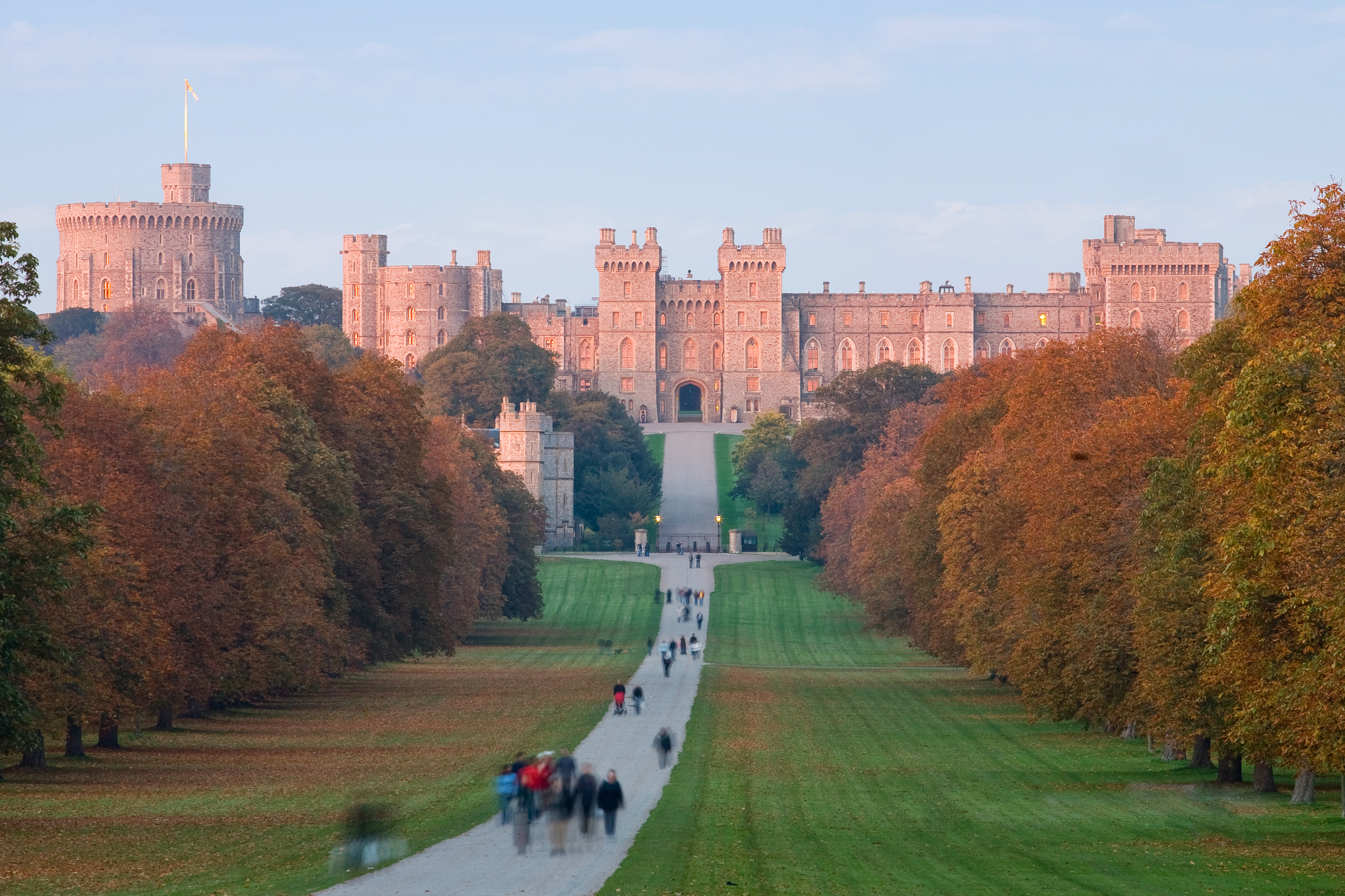
Il Castello di Windsor, sede di famiglia dell'omonima dinastia reale inglese

Una sede ancestrale (anche sede di famiglia o residenza ancestrale) è la residenza principale di una famiglia appartenente all'aristocrazia.
La residenza, che può trovarsi nel luogo di origine della famiglia, denota il centro del potere politico, sociale ed economico della stessa. Alcune famiglie devono il loro nome specificatamente alle loro sedi ancestrali (per esempio gli Asburgo con il castello di Habsburg o gli Hohenzollern con il castello di Hohenzollern); in altri casi la famiglia stessa diede il proprio nome alla residenza. Il concetto di sede di famiglia si riscontra per la prima volta in un testo scritto nell'XI secolo nel Domesday Book dove viene indicato con il termine Caput baroniae, espressione ancora utilizzata nelle isole britanniche nel periodo moderno. In ambito scozzese troviamo un concetto analogo nella sede del clan, il luogo di residenza del capo di un clan scozzese.